# Attaque de panique
 Mise en garde médicale
L'attaque de panique (également appelée crise d'angoisse aigüe ou quelquefois crise de panique) est une sensation de peur intense de survenue brutale et généralement transitoire. Les symptômes physiques associés peuvent comporter des sueurs, des palpitations, une impression d'étouffer (dyspnée), des douleurs à la poitrine, des nausées, des picotements (paresthésie). Ces symptômes sont associés à des sensations de perte de contrôle ou de danger imminent sans lien avec la réalité.
Les attaques de panique peuvent être spontanées ou faire suite à un facteur déclenchant. Certains facteurs comme le stress peuvent les favoriser. Les attaques de panique peuvent faire partie de nombreux troubles, tels que les dépressions, certaines psychoses, des états d’intoxication, et notamment les troubles anxieux comme le trouble panique. 
Le traitement des attaques de panique consiste essentiellement à rassurer le sujet ; un anxiolytique est utilisé en cas d'échec. Leur prévention repose sur la prise en charge du trouble dans lequel elles s'intègrent.

## Origine du terme
C'est un diagnostic fréquemment posé à partir des années 1980 aux États-Unis avec les classifications DSM. On trouve l'histoire de ce diagnostic chez Pierre Janet et F. Raymond en 1903 qui se référent à une définition datant de 1871 et qui émane de C. Westphal, neurologue à Berlin, dans un article publié dans Archiv für Psychiatrie und Nervenkrankheiten : « L'agoraphobie : une manifestation névropathique ». Sigmund Freud parlait lui de « névrose d'angoisse » dont l'une des manifestations était « l'attaque d'angoisse » : « Le mécanisme de la névrose d'angoisse est à rechercher dans la dérivation de l'excitation sexuelle somatique à distance du psychisme et dans une utilisation anormale de cette excitation qui en est la conséquence. »

## Épidémiologie

### Fréquence des troubles
On peut généralement considérer que les troubles paniques épisodiques concernent 2 % de la population, alors que 1 % de cette même population relèvera une atteinte par des troubles paniques, syndrome qui se caractérise par des attaques de panique récurrentes. Cependant une étude anglaise, effectuée auprès d'un échantillon de plus de 8 000 personnes, semble prouver une fréquence plus importante, légèrement supérieure à 7 %.
On peut également estimer que les attaques de panique surviennent le plus souvent chez des personnes plutôt jeunes avec un âge qui se situe entre 15 et 45 ans, et celles-ci sont généralement plus fréquentes chez les femmes que chez les hommes.

## Description
La plupart des patients sujets aux attaques de panique rapportent souvent une peur de mourir, de « devenir fou » ou de perdre le contrôle de leurs émotions ou de leur comportement. Ces impressions très pénibles entraînent en général un besoin de fuir le regard des autres en cherchant un endroit isolé où s'enfermer seul jusqu'à ce que le sentiment de malaise disparaisse partiellement ou totalement, ou encore, selon le DSM-IV-TR, « un désir urgent de fuir l'endroit quel qu'il soit où l'attaque est survenue » (réponse combat-fuite, voir agoraphobie).
Une attaque de panique se signale par la survenue de plusieurs autres symptômes parmi les suivants :
- un sentiment d'angoisse sans raison ;
- une sensation de catastrophe imminente (peur d'avoir un accident cardiaque ou cérébral par exemple) ;
- des sueurs froides, des bouffées de chaleur ou des frissons ;
- des palpitations ou la sensation d'un cœur qui bat trop fort ;
- des tremblements ;
- une sensation d'étouffement ou d'étranglement (dyspnée) ;
- des nausées ;
- sensation de compression ;
- des vertiges et une sensation d'évanouissement ;
- un sentiment d'irréalité ou de dissociation vis-à-vis de soi-même (déréalisation ou dépersonnalisation) ;
- une impression d'engourdissement, fourmillements après la crise (paresthésie)[9].

Ce qui caractérise une attaque de panique reste aussi la soudaineté de son déclenchement, souvent vécu comme une sensation brutale. Elle intervient sur une période de temps bien délimitée, généralement de quelques minutes.

## Causes et facteurs déclenchants
Les causes les plus connues d’une crise de panique sont le stress et des phobies récurrentes. Certains types de traumatismes, l’environnement au niveau familial ou professionnel peuvent également entraîner une crise. Certaines substances peuvent aussi causer, voire amplifier des crises de panique, telles que l'alcool et divers stupéfiants.
Une attaque de panique peut être spontanée, sans élément déclencheur (elle peut réveiller brutalement quelqu'un qui dormait) ou bien être déclenchée par la confrontation avec l'objet d'une phobie ou des souvenirs (voir syndrome de stress post-traumatique).
Le patient peut associer les attaques de panique à un ou des lieux précis où elles sont survenues la première fois, ou alors à un ou des moments de la journée et ainsi, se les déclencher à un moment de la journée ou dans un lieu, ce qui peut pousser le patient à rester enfermé chez lui, ou au contraire à ne plus vouloir y retourner (voir agoraphobie).

### Hyperventilation
L'hyperventilation est un facteur déclenchant en créant une alcalose systémique. Le manque de CO2 dans le corps (hypocapnie) est le déclencheur des symptômes somatiques puis psychologiques (paresthésie, crampes, confusion). La transpiration pourrait provoquer une alcalose contribuant à la génération d'attaques de panique.
L'hyperventilation causant l'attaque de panique est souvent induite par d'autres causes et facteurs déclenchants (état psychologique, substances diverses)

### Trouble thyroïdien
Il est toutefois impératif d'éliminer dans un premier temps toute pathologie dont l'état anxieux ne serait qu'une conséquence (hypothyroïdie, hyperthyroïdie...), l'erreur de diagnostic « classique » étant d'analyser l'anxiété comme une cause (origines psychologiques), alors qu'il peut s'agir d'un des nombreux symptômes d'une même maladie. En ce sens, le traitement de la maladie fait rapidement disparaître ces symptômes. Chez un individu dont les symptômes surviennent sans cause particulière (individu habituellement peu anxieux, survenue rapide d'un état anxieux), il est donc primordial d'écarter toute pathologie biologique et ceci afin d'éviter un traitement inapproprié (antidépresseur, benzodiazépines...) qui ne serait d'aucune utilité. Un dépistage d'éventuels troubles de la thyroïde devrait être systématiquement réalisé en cas d'état d'anxieux, surtout lorsqu'il s'accompagne d'autres symptômes évocateurs : fatigue, ralentissement intellectuel, prise de poids, changements dans l'humeur, ou encore palpitations, frilosité excessive ou encore intolérance à la chaleur. En effet, même si ces pathologies sont très fréquentes au sein de la population française (près de 6 millions de Français ont un problème de glande thyroïde), elles restent assez méconnues et le patient peut rester pendant un certain temps en « errance de diagnostic », faute de dépistage adéquat.

### Substances diverses
L'alcool, le cannabis, la cocaïne, des hallucinogènes (LSD), des amphétamines, des produits anticholinergiques, des dérivés nitrés, des hormones thyroïdiennes, des solvants, une intoxication au monoxyde de carbone, des corticoïdes peuvent déclencher une attaque de panique.
Le sevrage de certaines molécules peut créer une attaque de panique : alcool, opiacés, caféine, benzodiazépines, certains antihypertenseurs. L'arrêt ou réduction marquée de la dose d'un traitement antidépresseur (syndrome de discontinuation associé aux antidépresseurs) peut également provoquer une ou des attaques de panique.

### États psychologiques

#### Phobies
Une phobie peut entraîner une attaque de panique en réaction à une exposition à l'objet de leur phobie. Ces crises sont en général courtes et se résolvent lorsque l'exposition cesse. 

#### Environnement
Le milieu environnemental (parents anxieux, activité professionnelle soumettant la personne à un stress important) peuvent également entraîner des crises d'angoisses qui peuvent devenir récurrentes si la personne atteinte ne s'éloigne pas du milieu contributeur de stress.

#### Stress Post-Traumatique
Quand une personne est atteinte d'un syndrome de stress post-traumatique, il arrive souvent que ces personnes aient des flashback de l'évènement traumatique, ce qui peut créer des attaques de panique assez fortes où la personne peut même perdre le contact avec la réalité.

## Diagnostic différentiel

### Pathologies somatiques
Dans la mesure où les symptômes peuvent mimer de nombreuses pathologies graves, le recours aux services d'urgence (SAMU ou autres) est souhaitable, surtout en cas de premier épisode. Le médecin des urgences élimine une crise d'asthme, une embolie pulmonaire, un syndrome coronarien aigu.

### Anxiété chronique
L'anxiété généralisée peut entraîner des situations où une crise succède immédiatement à une autre, suscitant un épuisement nerveux en quelques jours.

## Prise en charge
Le traitement d'une attaque de panique passe en premier lieu par la réassurance (expliquer pour prendre conscience qu'il n'y a pas de danger vital) et l'éloignement d'éventuels facteurs anxiogènes qui suffisent souvent. Des conseils simples incitant à la défocalisation d'attention, à la détente et au ralentissement du rythme respiratoire peuvent aider. 
Un traitement médicamenteux peut être envisagé en l'absence d'effet des mesures générales précédentes. Les médicaments anxiolytiques préconisés sont ceux de la famille des benzodiazépines, préférentiellement par voie orale.
En cas de récidives fréquentes, la prévention de la survenue de nouvelles attaques de panique se superpose à la prise en charge du trouble associé, comme des thérapies cognitivo-comportementales.

### Sources
- J. Garrabé, « Anatomie d'un diagnostic à la mode : les panics attacks » in L'Évolution psychiatrique, 52, 1, 1987
- Pierre Janet, Les obsessions et la psychasthénie : Tome 1, Analyse des symptômes, L'Harmattan, 2005  (ISBN 2747592588)

### Filmographie
- Panique, trouble caché, film documentaire réalisé par Pierre H. Tremblay, Jacques Bradwejn et Richard Martin, CNASM, Lorquin, 1998?, 19 min (VHS)